# Orthetrum silvarum
Orthetrum silvarum är en trollsländeart som beskrevs av Maurits Anne Lieftinck 1934. Orthetrum silvarum ingår i släktet Orthetrum och familjen segeltrollsländor. Inga underarter finns listade i Catalogue of Life.